# Borda de Cortal
La Borda de Cortal és una borda del terme municipal de la Torre de Cabdella, en el seu terme primigeni. Està situada a prop i a llevant del poble d'Obeix, a migdia de la carretera local, en el lloc on es bifurca per anar a Oveix i a Aguiró, 